# Guilherme Parente
Guilherme Metzner Serra Parente (Lisboa, 1940) é um pintor português.
No início da década de 1960 estudou pintura com o mestre Roberto Araújo na Sociedade Nacional de Belas Artes, em Lisboa, e frequentou os cursos de gravura na Gravura – Sociedade Cooperativa de Gravadores Portugueses, em
Lisboa. Entre 1968 e 1970 estudou na Slade School, em Londres, como bolseiro da Fundação Calouste Gulbenkian. Pertenceu ao grupo 5+1 conjuntamente com o escultor Virgílio Domingues e os pintores João Hogan, Júlio Pereira, Sérgio Pombo, e Teresa Magalhães.
Na sua pintura, de pendor narrativo, povoada de coisas e bichos e gente, as figuras "nascem quase automáticas do seu trabalho de mão e de um ofício, que se esconde mais do que se mostra porque não necessita de se mostrar". Sobre esse longo trabalho, em que a pintura acontece naturalmente, o pintor afirma: "Não sei o que eles [os quadros] contam, eles acontecem [...] Não são coisas que sejam delineadas à partida, vão acontecendo, vão-se modificando e transformando [...]".
www.guilhermeparente.com

## Exposições Individuais (Seleção)
- 2023. "Depois Da Tempestade", CNAP - Lisboa
- 2022. "Travessia", Centro Cultural Quinta da Magnólia - Funchal
- 2021. "De Belém ao Carmo", Museu Arqueológico do Carmo - Lisboa
- 2020. “A Porta do Mar”, Galeria Castelo de Mértola – Mértola
- 2019. “Cidades Invisíveis”, Instituto Camões, Luxemburgo – Luxemburgo
- 2018. "Cidades Invisíveis"  - Centro Cultural Camões. Berlim. Alemanha
- 2017. Lançamento do livro "Guilherme Parente. Conversa. Vida e Obra", de Ana Martos; Edição da INCM - Galeria São Mamede. Porto
- 2016. Lançamento do livro "Guilherme Parente. Conversa. Vida e Obra", de Ana Martos; Edição da INCM - Galeria São Mamede. Lisboa
- 2015. "Pelos 4 Cantos do Mundo" - Doca da Caldeira, Terreiro do Paço. Lisboa
- 2014. "Fragmentos de uma viagem imaginada" - Fundação Champalimaud. Lisboa
- 2013. "Viagem ao Império do Meio" - Fundação Oriente. Macau
- 2012. L'AND Vineyards. Montemor-o-Novo
- 2012. "Memórias" - Capital Europeia da Cultura. Guimarães
- 2011. EPAL. O Barco do Rei. 280 anos do Aqueduto das Águas Livres. Lisboa
- 2010. "Pinturas no Salão". Sociedade Nacional De Belas Artes. Lisboa
- 2009. "A Nau Catrineta e Outras Histórias". Galeria São Mamede. Lisboa
- 2008. "Aguarelas". Galeria das Salgadeiras. Lisboa
- 2007. "Histórias sem princípio nem fim" Hotel Reid's. Funchal
- 2007. Galeria Kreisler. Madrid. Espanha.
- 2006. Palácio Nacional da Ajuda. Lisboa.
- 2006. Istituto Stº. António. Roma. Itália.
- 2005. Exposição individual. Instituto Português de Santo António. Roma. Itália.
- 2005. “Solistício”. Palácio Porto Côvo - Lusitanea. Lisboa
- 2004. “Era muitas vezes o sonho”. Galeria das Salgadeiras. Lisboa.
- 2004. “Roteiros de Luz”. Centro Cultural de Cascais. Cascais.
- 2002. “Bandeiras” no Jardim das Oliveiras. Centro Cultural de Belém. Lisboa.
- 2002 Galeria Bual. Amadora.
- 2001: Individual no World Trade Center. Atlanta. EUA.
- 2000: “De Lisboa a Goa”, com o fotógrafo J. L. Madeira. Fundação Oriente. Pangim.
- 1999 Zella Gallery - Londres
- 1999 La Confrérie - Nonza - Córsega
- 1998 " A la Mémoire de Jules Vernes" - Império Assurances. Paris, France
- 1997 Central Tejo - Museu Da Eletricidade. Lisboa
- 1996 Convento de São Francisco - Vila Franca do Campo
- 1996 Palácio Dos Capitães Generais - Angra Do Heroismo
- 1996 Museu da Horta - Açores
- 1995 Casa Garden - Fundação Oriente - Macau
- 1995 Galeria Fernando Santos - Porto
- 1994 DIAG, Frankfurt - Alemanha
- 1994 Centro Cultural de Cascais - Câmara Municipal de Cascais
- 1993 Museu Soares dos Reis - Porto
- 1993 Palácio Galveias - Câmara Municipal de Lisboa
- 1992 BP Bruxelas - Bélgica
- 1992 Museu Da Água - Lisboa
- 1992 Galeria Triângulo 48 - Lisboa
- 1990 Galeria Triangulo 48 - Lisboa
- 1990 Galeria Holly - Lisboa
- 1990 Salão SNBA - Lisboa
- 1990 Galeria Funchália - Funchal, Madeira
- 1989 Associação Portuguesa de economistas - Lisboa
- 1989 Galeria Santiago - Almada
- 1988 Galeria Ara - Lisboa
- 1987 Galeria Barata - Lisboa
- 1987 Espaço IBM - Lisboa
- 1987 Renault Portuguesa - Lisboa
- 1985 Galeria Zen - Porto
- 1985 Galeria Quetzal - Funchal, Madeira
- 1983 Galeria Diário de Notícias - Lisboa
- 1983 Galeria Diagonal - Cascais
- 1983 Clube 50 - Lisboa
- 1982 "Marfins" Galeria Tempo - Lisboa
- 1982 Galeria Roma & Pavia - Porto
- 1982 Museu Tavares Proença - Castelo Branco
- 1982 Natura - Lisboa
- 1982 Barca De Artes - Viana do Castelo
- 1981 Galeria Alvarez - Porto
- 1981 Círculo de Artes Plásticas - Coimbra
- 1980 Galeria Tempo - Lisboa
- 1978 Galeria De Arte Moderna SNBA - Lisboa
- 1978 Galeria Modulo - Porto

## Exposições Colectivas (Selecção)
- 2022. "Painel 10 Junho" - MAAT
- 2021. "Azul" com Isabel Sabino - Universidade Nova - Lisboa
- 2016. "Homenagem a Rui Mário Gonçalves" -SNBA. Lisboa
- 2016. "Homenagem a Rui Mário Gonçalves" - Galeria São Mamede. Lisboa
- 2014. "Uma Mão Cheia De Arte", Private Gallery (15º aniversário) - Hotel Conrad, Algarve
- 2006. “I = II”. Galeria das Salgadeiras. Lisboa.
- 2005. “Pequeno formato” – Colectiva de 2º aniversário. Galeria das

Salgadeiras. Lisboa.
- 2005. “Bairro Alto – Colectiva de 10 Artistas Portugueses”. Itinerância de Abril a

Setembro, comissariada por Ana Matos. Província de Granada.

## Prémios
- 1989. Prémio de Pintura da Sociedade Nacional de Belas Artes
- 1975. Prémio Malhoa

## Representações
Está representado no Ministério da Cultura, na Fundação Nacional Soares dos Reis, no Museu Nacional de Arte Contemporânea, na Fundação Calouste Gulbenkian e no Museu Machado de Castro.